# Daniel Dixon (1er baronnet)
Daniel Dixon (28 mars 1844 - 10 mars 1907) est un homme d'affaires et homme politique irlandais.

## Jeunesse
Dixon est né le 28 mars 1844, fils de Thomas et Sarah Dixon de Larne, comté d'Antrim, son père est marchand et armateur . Il fait ses études à la Royal Belfast Academical Institution . Il rejoint l'entreprise de bois de son père, Thomas Dixon and Sons, devenant associé en 1864.

## Carrière
Il est maire de Belfast en 1892 et Lord-maire de Belfast pendant trois mandats ; 1893, 1901 à 1903 et 1905 à 1906. Il est également député de Belfast North sous l'étiquette unioniste irlandais de 1905 à 1907.
Dixon est nommé au Conseil privé d'Irlande dans la liste des distinctions honorifiques du couronnement de 1902 publiée le 26 juin 1902  et prête serment devant le Lord-lieutenant d'Irlande, George Cadogan (5e comte Cadogan), au château de Dublin le 11 août 1902 . En octobre 1903, il est créé baronnet de Ballymenock dans le comté d'Antrim.

## Famille
Dixon épouse Lizzie, fille de James Agnew, en 1867. Après la mort de sa première femme en 1868, il épouse, en secondes noces, Annie, fille de James Shaw, en 1870. Il meurt le 10 mars 1907 à Belfast, à l'âge de 62 ans, et son fils aîné Thomas lui succède comme baronnet. Lady Dixon est décédée en 1918. Il est aussi le père de Herbert Dixon (1er baron Glentoran).